# Борис, Юрий Антонович
Юрий Антонович Борис — советский учёный в области авиастроения, доктор технических наук.

## Биография
Родился в 1915 году в семье учителя гимназии, окончившего семинарию при Свято-Троицкой Сергиевой Лавре, но отказавшегося от церковного служения. Был младшим ребёнком в семье, в которой были также две старшие сестры — Наталья и Лариса. Детство и юность провёл в Перерве. С детства увлекался рисованием, а также техникой, писал картины.
После окончания средней школы, из-за социального происхождения, не мог сразу поступить в высшее учебное заведение, поэтому несколько лет работал проектировщиком на ТЭЦ.
Увлекался альпинизмом, обладатель значка «Альпинист СССР II ступени». Также является первым покорителем одной из вершин Кавказских гор.
Затем успешно сдал экзамены одновременно в Московский архитектурный институт и Дирижаблестроительный учебный комбинат (ДУК). Начал обучение в обоих институтах, но затем остановил свой выбор на ДУК. Одновременно с ним учились Свищёв, Георгий Петрович, Барышев, Владимир Михайлович.
В конце обучения в 1940 году вместе с однокурсниками, в чисто которых входил Г. П. Свищев, в инициативном порядке, разработали проект инновационного высокоскоростного истребителя с толкающими винтами. Проект был передан в правительство, и утверждён лично Ворошиловым, однако, в связи с началом войны, проект был заморожен.
Во время Великой Отечественной войны работал на военном авиационном заводе в Казани конструктором, проектировал десантные планеры.

## Научная деятельность
После окончания в 1940 г. Московского института инженеров Гражданского воздушного флота был направлен на работу в ЦАГИ.
Начал простым инженером, а вскоре стал начальником отдела, заместителем начальника отделения, старшим, а потом и главным научным сотрудником. Он был одним из руководителей работ по созданию в авиационной промышленности и внедрению в эксплуатацию систем бустерного управления самолётов. Им разработаны основы и методы проектирования общих структур силовой части систем управления и их основных элементов — рулевых приводов и сервоприводов, обеспечивающих устойчивость и управляемость самолётов, надёжность управления и безопасность полёта.
Под руководством Ю. А. Бориса разработаны рекомендации ЦАГИ по структурам систем управления самолётов: МиГ-29, Су-27, Ил-86, Ан-124, Ан-225, Ту-154, Ту-144, Ту-160, Ту-204, ВКС «Буран»
Автор 18 изобретений, 8 из них реализованы на эксплуатируемых самолётах. Ю. Борисом опубликовано более 60 печатных работ, в том числе две монографии.
Награждён орденами Трудового Красного Знамени, «Знаком Почёта», медалью «За Трудовую Доблесть».
Кроме того, он был лауреатом Государственной Премии СССР.